# Старошведське

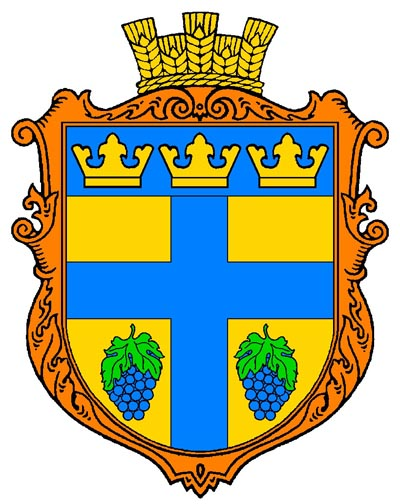
Герб Зміївки.

Старошведське (швед. Gammalsvenskby, на місцевому шведському діалекті Gammölsvänskbi, нім. Altschwedendorf) — шведське село в Україні, тепер частина села Зміївка Херсонської області.

## Заснування
За часів Катерини II шведи, що проживали на острові Даґо (зараз острів Гіюмаа, Естонія), який відійшов до Росії за Ништадтським миром, були відправлені на завойовані українські землі. Деякі вважають, що переселення було вимушеним, інші вважають, що обіцяні бідним селянам багаті землі й готові будинки були вигідною пропозицією. На шляху загинула майже половина з 1200 шведів, які вирушили на південь у серпні 1782 року. Після прибуття на місце вони не виявили жодних обіцяних їм будинків і, як наслідок, згідно з записами парафії, у березні 1783 року в Старошведському проживало лише 135 осіб.

## Збереження шведської спадщини
Попри те, що шведські колоністи могли самі обрати ділянку землі, вони не стали займатися сільським господарством, а повернулися до звичної для них риболовлі. У 1794 році до Старошведського було переселено ще 30 шведів, захоплених до полону після війни з Ґуставом III. Однак у селі не було ані пастора, ані шкільного вчителя, а його населення скорочувалося.
1804 — у тому ж районі були засновані німецькі поселення Шлангендорф, Мюльгаузендорф і Клостердорф (зараз усі вони входять до складу села Зміївка, яке отримало назву від німецького Шлангендорфа). Як наслідок, шведи опинилися в меншості, що призводило до конфліктів з німцями.
1860 — усі 4 села об'єднані до однієї парафії, що лише збільшило конфлікти: шведи були лютеранами, а пастори-німці належали до іншої протестантської конфесії. Ситуація ускладнювалася тим, що з 1860-х років населенню, чисельність якого зростала, стало не вистачати родючої землі. Тоді почалася еміграція зі Старошведського до Канади. Деякі німецькі пастори відкрито намагалися змусити шведів відмовитися від своєї віри й мови, але намарно — тим більше, що до того часу відновилися зв'язки зі Швецією.
У Швеції та Фінляндії проводилося збирання грошей і речей для Старошведського, унаслідок чого 1885 року в селі відкрили закладену 1882 року шведську кірху (церкву). Щоправда, свого пастора шведи не мали, служби відправляв пастор-німець, що не знав шведської мови і використовував старі збірники, надіслані зі Швеції (до Старошведського надсилали шведськомовну літературу — здебільшого старі релігійні книги; 1908 року бібліотека мала лише близько ста «гідних для читання томів»). Викладання в школі велося російською, але існували також уроки рідної мови і катехизис шведською (щоправда, як зазначається в Nordisk familjebok 1908 року, платили вчителеві-шведу «дуже погано»). Деякі місцеві мешканці передплачували шведські газети.

## Після революції

Мапа села 1929 року

З початком Першої світової війни зв'язок зі Швецією знову перервався. Після революції шведські колоністи попросили дозволу залишити радянську Україну і вирушити на історичну Батьківщину, де за їхні права виступали багато людей за підтримки архієпископа Натана Седерблома. 1 серпня 1928 року 881 мешканець Старошведського прибули до Швеції. Близько сотні з цих переселенців пізніше вирушили до Канади, слідом за тими, хто поїхав туди ще зі Старошведського. Більшість із них оселилися в Манітобі, хоча дехто потім повернувся до Швеції.
До 1927 року в Старошведському жили 895 нащадків естонських шведів.
Більшість колоністів зі Старошведського влаштувалися на Ґотланді. Незважаючи на їхнє спільне походження, їм не дозволили створити власну громаду. Іноді вони навіть стикалися з ворожістю місцевого населення: у Швеції тоді була економічна криза, а біженців розглядали як іммігрантів.
Багато заговорили про повернення, та ще до настання 1929 року кілька сімей, за активної підтримки Комуністичної партії Швеції, повернулися до України.

## Повернення

Місцеві шведи

Усього до СРСР повернулося близько 120 осіб, разом із кількома членами шведської компартії, яких відправив комінтерн. Вони заснували невеликий колгосп «Шведкомпартія». Однак Голодомор змусив мешканців Старошведського знову подумати про переїзд до Швеції, і деякі підписали відповідне клопотання, після чого 20 осіб були заарештовані ДПУ, 5 були ув'язнені.
Коли німецька армія 25 серпня 1941 року ввійшла до Старошведського, мешканці зустріли солдатів як визволителів. При відступі німців вони були евакуйовані на захід; багато зрештою опинилися в Польщі, були взяті до полону радянськими військами і потрапили до таборів. Дехто зумів дістатися до Швеції або назад в Україну.

## Сучасність
Зараз у селі залишилося близько 200 осіб, що зберегли шведську культурну спадщину, з них менш як 20 носіїв шведської мови. Зв'язки зі Швецією поступово налагоджуються, невелику фінансову допомогу надають Шведська церква і комуна Ґотланд. Існує товариство нащадків мешканців Старошведського. Пастори зі Швеції приїздять до Зміївки раз на кілька місяців, оскільки свого священика громада не має. Сьогодні нащадки шведів розмовляють, співають і моляться старошведською мовою, яку вже не почуєш у Швеції, хоча у Зміївці залишилося дуже мало літніх людей, які пам'ятають старошведські обряди й співи.
2 жовтня 2008 року в рамках державного візиту село відвідав шведський монарх Карл XVI Густав та його дружина Сильвія. Король Швеції зустрівся з мешканцями села — етнічними шведами. Коронований гість подарував місцевій лікарні діагностичне обладнання. Король та королева завітали у Зміївці до Свято-Михайлівської церкви (кірхи), яка належить православній та шведській лютеранській громадам, де взяв участь у богослужінні за участі шведського пастора. До приїзду короля храм відремонтували, на ньому встановили нову баню.
У селі монарше подружжя поклало квіти до Пам'ятного знака шведам і німцям, репресованим у 1937–1938 роках.
Під час вторгнення на територію України російських окупантів у 2022 році село було окуповане російською окупаційною владою, яка знищила встановлений у Зміївці меморіал Борцям за волю України. 11 листопада село було звільнено Збройними Силами України під час контрнаступу на Херсонщині.